# Fotonovela

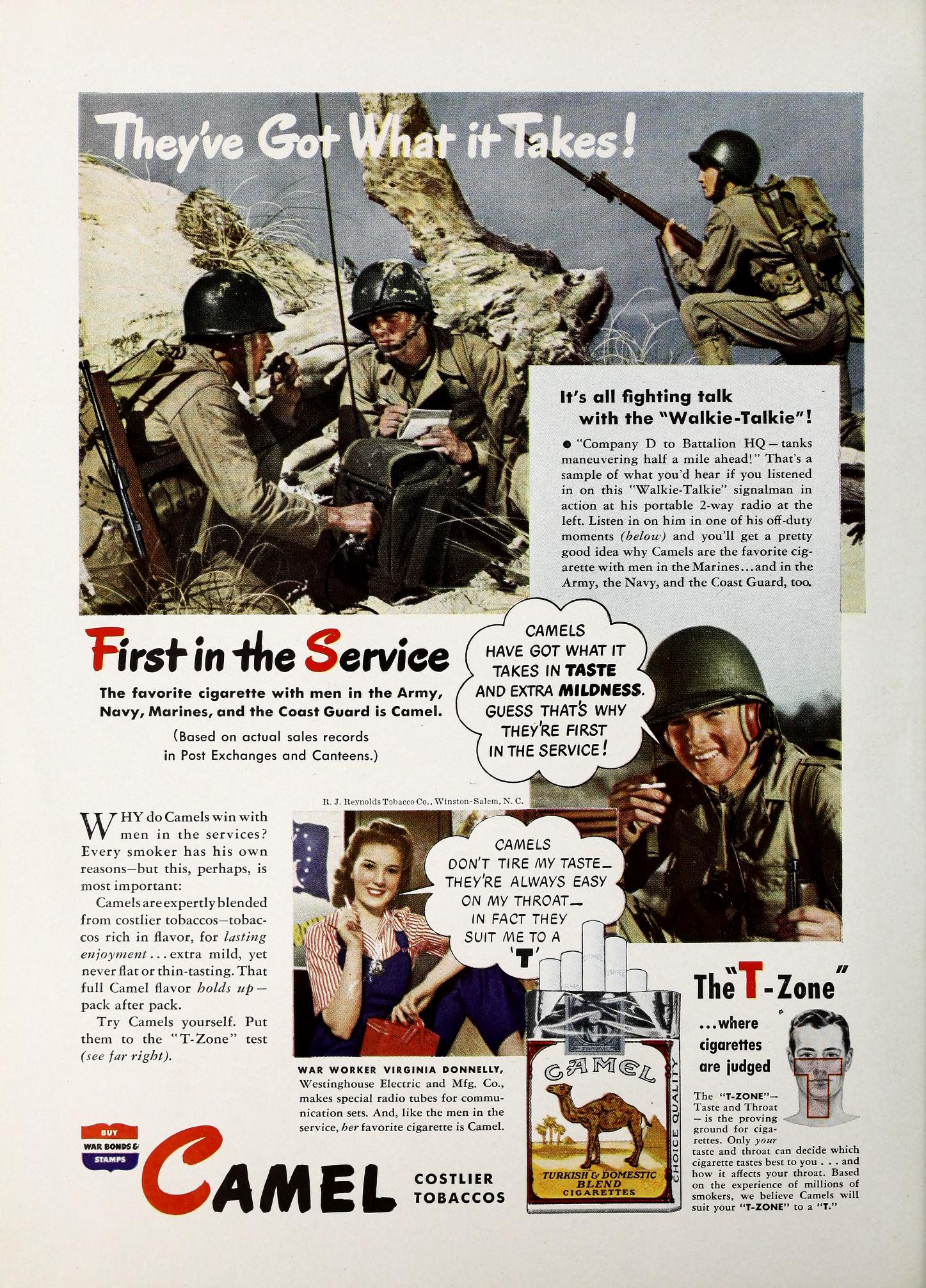
Fotonovela

Una fotonovela o fotohistoria es una narración en fotografías.

## Características de la fotonovela
La fotonovela está bastante relacionada con el cómic y el cine. Con el primero comparte muchas similitudes gráficas y estructurales: la página está dividida en viñetas, los diálogos aparecen en bocadillos, etc.
También está relacionada con el cine, especialmente en las publicaciones que reivindican una cierta calidad editorial y recurren a procedimientos pensados para que la historia resulte más dinámica y moderna: juego con diferentes planos, campo/contra campo, noche americana, etc.
Al igual que el cine y el cómic, la fotonovela parte de un guion que constituye la trama narrativa y se apoya simultáneamente en imágenes, diálogos y comentarios de una voz en off. Crear una fotonovela requiere varios  conocimientos, tanto de escritura de guiones y diálogos como de fotografía, además de las competencias propias del mundo editorial: organización de un proyecto, trabajo con todos los profesionales que intervienen, composición y tratamiento digital de las imágenes, imprenta, etc. Como se utilizan fotos en lugar de dibujos, el proceso exigirá también la intervención de actores. 

## Historia de la fotonovela
- En los años 1950, aparece Cinemisterholaio (Argentina, 1950).

- En los años 1960, Killing (Italia, 1966-1969).

- En los años 1970, Casos de Alarma (México, 1971), Papunovela (España, 1973). En la Argentina, Ediciones Record edita "fotohistorias escalofriantes" de procedencia italiana.

- En los años 1980, la revista británica Eagle incorporó fotonovelas de ciencia ficción como Exterminius (Doomlord) (1982-1991) de Alan Grant y John Wagner y Tim, el chico invisible (Invisible - Boy) (1982-1983) de Scott Goodall.